# NGC 206
NGC 206 је део галаксије (на пример сјајан HII регион) у сазвежђу Андромеда која се налази на NGC листи објеката дубоког неба.
Деклинација објекта је + 40° 44' 18" а ректасцензија 0h 40m 32,3s. Привидна величина (магнитуда) објекта NGC 206 износи 7,9.